# Panchgani
Panchgani is een nagar panchayat (plaats) in het district Satara van de Indiase staat Maharashtra. 

## Demografie
Volgens de Indiase volkstelling van 2001 wonen er 13.280 mensen in Panchgani, waarvan 57% mannelijk en 43% vrouwelijk is. De plaats heeft een alfabetiseringsgraad van 82%. 